# Helmut von Papen
Helmut von Papen (* 1940 in Berlin) ist ein deutscher Wissenschaftspublizist und Medizinjournalist. Er schreibt unter anderem über Pharmakologie, Indianistik, Luftfahrt und Geschichte. Er war Verleger von medizinischen Fachzeitschriften zur Dermatologie und zu  Atemwegserkrankungen.

## Berufliche und fachliche Entwicklung

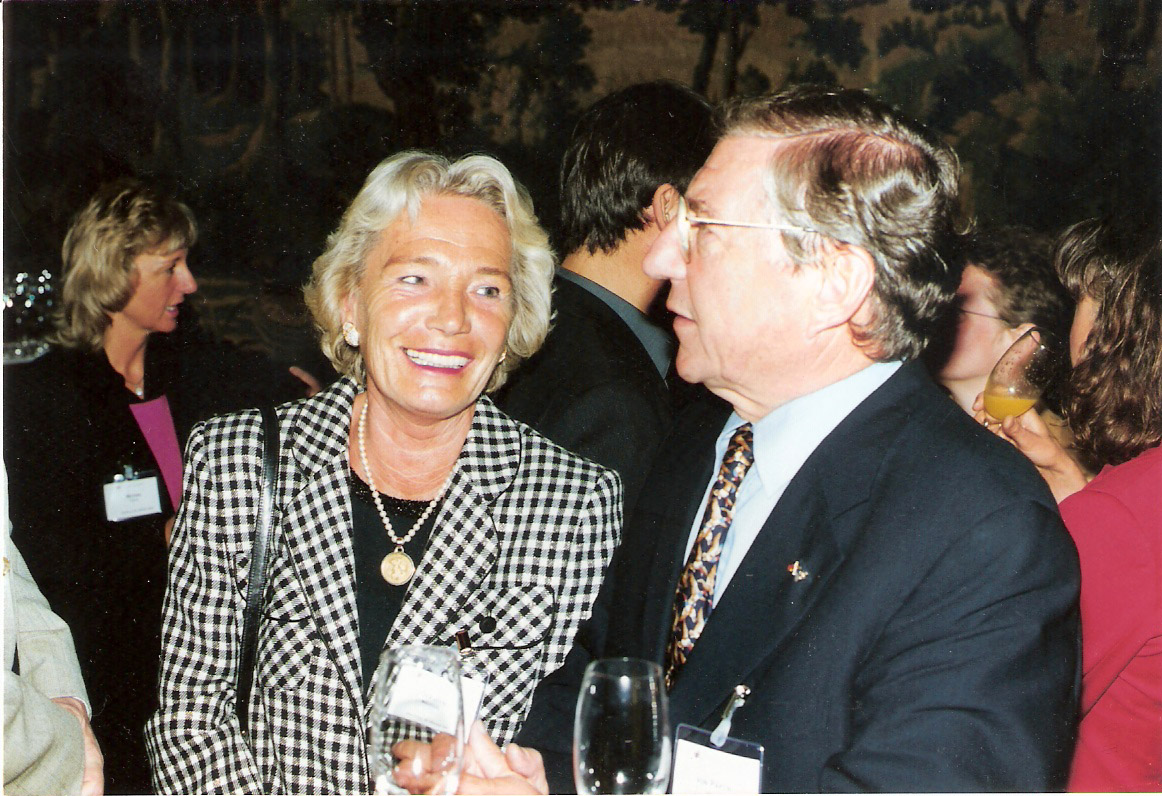
Helmut von Papen und Ehefrau Gerhilt von Papen, 2002

In Berlin geboren, erlebte Helmut von Papen den Zweiten Weltkrieg und das Kriegsende in Hinterpommern. Nach der Vertreibung wurde er in seiner Heimatstadt eingeschult. Während seiner Schulzeit lernte er das Segelfliegen. Nach seiner Hochschulreife leistete er freiwilligen Dienst in der Luftwaffe der Bundeswehr und als Reserveoffizier, das Studium begleitend, Dienst in der TV (Territorialverteidigung) der Bundeswehr. Während seines Studiums der Wirtschafts- und Sozialwissenschaften in Frankfurt und Los Angeles, Abschluss mit „Master Degree“, erwarb er amerikanische und deutsche Privatpilotenlizenzen, den Privatpilotenschein (PPL) und die Lizenz für Kontrollierter Sichtflug (CVFR). Er wurde Mitglied in der Deutschen Gesellschaft für Luft- und Raumfahrt (DGLR) in Bonn. Dort leitete er die Abteilung Geschichte der Luft- und Raumfahrt. So kam es, dass Helmut von Papen den Bereich Air and Space zu einem seiner publizistischen und journalistischen Schwerpunkte machte.
Nach seinem Studium wurde er Mitarbeiter der damaligen Farbwerke Hoechst AG in Frankfurt-Höchst, unter dem Vorstand für den Bereich Chemie und Pharmazie war er mit einer Stabsstelle für die wissenschaftliche Kommunikation mit Chemikern, Pharmakologen und Ärzten zuständig.
1970–1972 leitete er für die Landesgruppe Hessen des BDW Bund Deutscher Werberater e. V. in Frankfurt die „Frankfurter Werbe-Seminare“, zur Nachqualifizierung von Betriebswirten im Bereich Kommunikationswissenschaften. 1969 bis 1971 organisierte er ehrenamtlich die publizistische Begleitung von mehreren Wahlkämpfen der Frankfurter und hessischen CDU. 1972 folgte er dem Angebot von Rainer Barzel, als Controller für den Bereich der publizistischen und medialen Wahlkampfaktivitäten für die Bundestagswahl 1972 aktiv zu werden.
Drei Jahre lang war er Mitte der 1970er Jahre als einer von drei Geschäftsführern für den Bereich bauwissenschaftliche Information, Werbung und PR für Holz im Bereich Bau und Ausbau bei der „Arbeitsgemeinschaft Holz e. V.“ in Düsseldorf, tätig. Hier beschäftigte er sich intensiv mit Architektur, Planung und Entwicklung von Bauelementen. In dieser Tätigkeit war er auch Chefredakteur und Publizist von diversen Veröffentlichungen und Fachpublikationen zu diesem Thema bei der ArGe Holz e. V. Sein Schwerpunktinteresse galt den Verbindungen zwischen unterschiedlichen Materialien.
Im Sommersemester 1975 hielt Papen Vorlesungen zur Kommunikationswissenschaft an der RWTH Aachen.

### Forschungen zur Indianistik und Anthropologie
Die Tätigkeiten im Medizinjournalismus und in der DGLR brachten häufige Aufenthalte in den USA mit sich. Hier konnte er an seine ersten Begegnungen mit der Städte- und Bauernkultur der Anasazi und ihrer Nachbarkulturen in Four Corner (Utah, Colorado, Arizona und New Mexico), anknüpfen, die er bereits während seines Aufenthaltes bei der Luftwaffe in Texas und New Mexico kennengelernt hatte.
Dieser Kulturkreis  wurde Gegenstand seiner 40-jährigen Forschungsarbeit im Bereich der Indianistik von Nordamerika. Eine seine bekanntesten Arbeiten ist der Nachweis, dass der Begriff Rasse als Differenzierung von menschlichen regionalen Gruppen obsolet sein sollte und dass eine Differenzierung nur nach mtDNA-Lineagen (Haplogroups) möglich ist. Weiterhin ergaben seine Untersuchungen, dass die Hautfarbe kein Kriterium in Unterteilung von Rassen sein kann. Er wies auf der Basis der aktuellen Forschung nach, dass die Hautfarbe nur mit dem Sonnenwinkel zu tun hat, in der eine menschliche Population über ca. 1000 Jahren lebt.

## Fachzeitschriften
Helmut von Papen verlegte und redigierte zwischen 1990 und 2004  medizinische Fachzeitschriften.
- Chefredakteur der medizinischen Redaktion von Der niedergelassene Arzt, Köln
- „Haut“. Magazin für Dermatologie, Allergien der Haut, Phlebologie, Venerologie, ab 1990.
- „Luft“.  Magazin für Erkrankungen der unteren und oberen Atemwege, ab 1996
- „Skin“. Magazin für Dermatologie, Allergien der Haut, Phlebologie, Venerologie, ab 1999

## Schriften  (Auswahl)
Betriebswirtschaft
- NETZPLANTECHNIK Vernetzungs von Produktion, Lagerhaltung und Vertrieb; BWL-Verlag, Frankfurt 1970
- PROZESSKOSTENMANAGMENT in der Produktentwicklung, Der Markt bestimmt den Preis; BWL-Verlag, Frankfurt 1971
- BREAK EVEN POINT Investitionsrückfluss, Kosten und Gewinn werden transparent; BWL-Verlag, Frankfurt 1972
- CASH FLOW Kontrolle des Liquiditätsverlaufs; BWL-Verlag, Frankfurt 1973
- CLAIM MANAGEMENT Verantwortungskontrolle u. Anspruchssicherung im Objektbau, mit Co-Autor Manfred Michalski, Düsseldorf; BWL-Verlag, Frankfurt 1979

Amerikanistik
- Pueblos und Kivas, Die Geschichte der ANASAZI und ihrer Nachbarn, 2000, ISBN 3-00-006869-4
- Natchez. Das Sonnenkönigtum am Mississippi. 2002. ISBN 3-00-009877-1
- Hautfarben sind das Ergebnis evolutionärer Prozesse; Sie sind ein Balanceakt zwischen Aufnahme notwendigem und gleichzeitigem Schutz vor zu hoher Dosierung von UV-Strahlung; SKIN Klassische und Kosmetologische Dermatologie, Bd. 7, Nr. 1, 1. Quartal 2005, ISSN 1438-163X
- Die Bauern im Aztekenreich, MWM Magazin f. Wissenschaft u. Medizin, Bd. 1, Issue 3, Mai 2001, ISSN 1617-1535
- Pecos Pueblo, Ein Siedlungs- und Handelszentrum der Rio Grande Pueblo, MWM Magazin f. Wissenschaft u. Medizin, Bd. 1, Februar 2001, ISSN 0170-2513
- Anasazi, Kritische Bemerkungen zu aktuellen Thesen; Magazin für Amerikanistik, Heft 1, 1. Quart. 2004, ISSN 0170-2513
- Artensterben der Großsäuger nach der Eiszeit in Nordamerika (1); Magazin für Amerikanistik, Heft 2. 2. Quart. 2004, ISSN 0170-2513
- Artensterben der Großsäuger nach der Eiszeit in Nordamerika (2); Magazin für Amerikanistik, Heft 3, 3. Quart. 2004, ISSN 0170-2513
- Jornado Mogollon, Magazin für Amerikanistik, Heft 4, 4. Quart. 2004, ISSN 0170-2513
- Die Tigua-Pueblo in El Paso/Texas, Heft 1, 1. Quart. 2005, ISSN 0170-2513
- Clovis-Kultur. Magazin für Amerikanistik, Heft 2. u. 3. 2005.
- Old Copper Cultur (Alte Kupfer Kultur), Nordamerika, Spätes Archaikum, Region der „Fünf grossen Seen“ 4000 bis 1000 v. Chr.; Magazin für Amerikanistik, Heft 4, 4. Quart. 2005, ISSN 0170-2513
- Mississippi-Delta: Poverty Point Kultur (ca. 4700 v. Chr. bis ca. 700 v. Chr.), Magazin für Amerikanistik, Heft 1–4.  2006–2007.
- Southwest: Die Fremont-Kultur in Utah u. östliches Nevada, Von der Plano- über die Oshara- zur Basketmaker-Kultur, Magazin für Amerikanisti, Hef 2, 2. Quart. 2007, ISSN 0170-2513
- Homol'ovi, Ein spätes Anasazizentrum in Arizona, 1250–1400 n. Chr. (Pueblo IV Periode)Heft 3, 3. Quart. 2007, ISSN 0170-2513
- Handelsmetropole und Regionalmacht: PAQUIMÉ am Rio Casas Grandes, Chihuahua, Mexiko Greater Southwest, Magazin für Indianistik, Heft 4, Quart. 4, 2007, ISSN 0170-2513
- Die Mound Kulturen, Teil 1–5. Magazin für Amerikanistik. 2008–2009.